# 辯訴者章
辯訴者章（阿拉伯语：‎，意思為「提出質疑的懇求婦女」），是《古蘭經》第58蘇拉（章），共22阿亞（節），屬麥地那篇章。本蘇拉以宣告伊斯蘭教法實施前的離婚方式，zihar，是不合教義的：丈夫只要對妻子說「妳是我母親的背」就可以把妻子休掉，但一個人只能稱他的生母為母親。本章章名「提出質疑的懇求婦女」是一位向穆罕默德請願，指出zihar是不公正的婦女。本章在前6個阿亞提出丈夫應如何收回之前以zihar休妻的誓言，同時提出集會和密談時應注意的事，最後對比「真主的追隨者」與「撒旦的同夥」，承諾前者將獲賞賜。

## 外部連結
- （中文）辯訴者章導讀 （页面存档备份，存于）
- （英文）（阿拉伯文）Altafsir.com （页面存档备份，存于）-辯訴者章注釋